# African Safari Airways
L'African Safari Airways era una compagnia aerea con sede a Mombasa, in Kenya. Operava voli charter e tour inclusi a partire dal 1967 dall'Europa, principalmente a Mombasa. La sua base principale era l'Aeroporto Internazionale Moi di Mombasa. Cessò ogni attività nel 2009.

## Storia

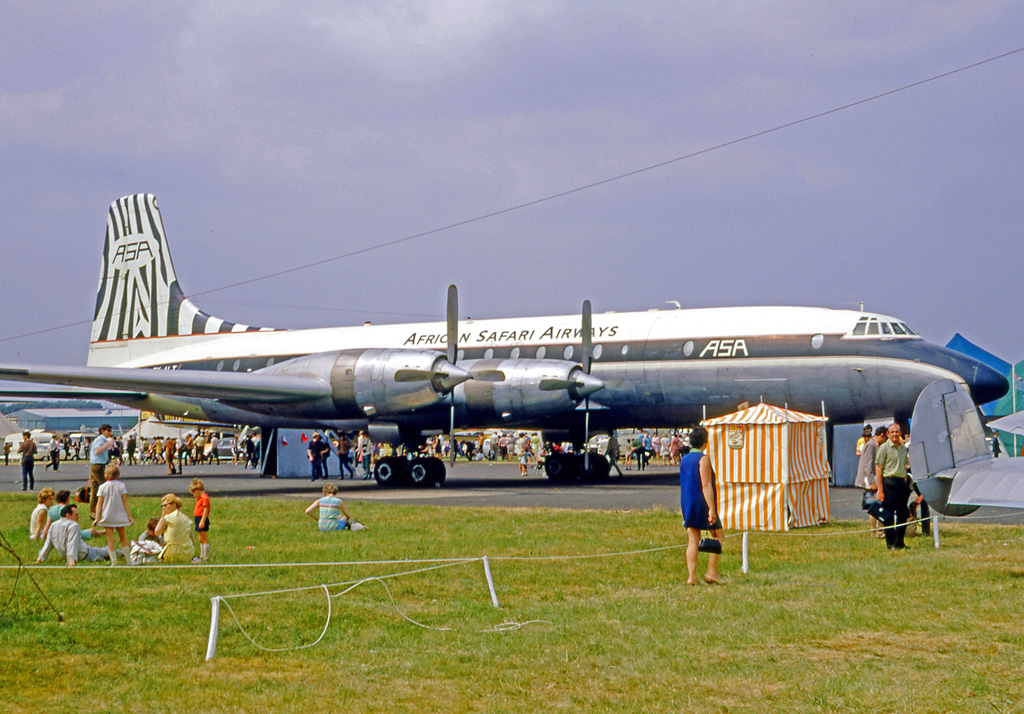
Un Bristol B-175 "Britannia" serie 314

Fondata nel 1967, African Safari Airways faceva parte del gruppo di società African Safari Club. La compagnia aerea operava dei voli charter da aeroporti europei quali Londra, Francoforte, Monaco, Basilea, Milano, Roma, Madrid, Vienna e Parigi verso l'Egitto e il Kenya. L'equipaggiamento iniziale fu fornito dagli aerei turboelica Bristol Britannia dall'estate 1969 fino allo smaltimento nel 1972. Uno di questi aerei fu affittato ad Air Faisal.
La compagnia aerea comprò un Douglas DC-8-53 dalla KLM Royal Dutch Airlines nell'agosto 1976 usandolo sulle sue rotte a lunga distanza fino a quando non è stato venduto nel novembre 1982.
Nel 1999 il Gruppo, che comprendeva una compagnia aerea nazionale in Kenya dotata di una flotta di 7 aerei, due navi da crociera, 10 hotel, 5 lodge e una vasta rete di agenzie di viaggio in Europa, si trovò di fronte al fallimento e assunse Kai Wulff (proprietario della Plexus Ltd. Consultancy) per gestire tutte le sue operazioni e condurre un turn-around.
Il gruppo tornò alla redditività nel 2001 e Wulff sostituì il suo vecchio Douglas DC-10 con un Airbus A310 in una configurazione a 3 classi. Dopo la fine del mandato di gestione di Wulff nel 2004, la società continuò a operare come gruppo verticalmente integrato fino alla sua lenta scomparsa iniziata nel 2008 dopo le violenze post-elettorali in Kenya.
La compagnia figlia nazionale di ASA era Skytrails, che operò 7 aerei tra il 1998 e il 2005.
African Safari Airways è diventata Africa Safari Air nel 2009 ed ha sede nell'Africa orientale. Gli hub principali sono Entebbe e Mombasa. A volte si collegava a Johannesburg nella Repubblica del Sud Africa (RSA). La compagnia aerea ha un collegamento internazionale con il Nord America (Halifax, Canada).

## Destinazioni
African Safari Airways operava i seguenti servizi (ad agosto 2009):

### Africa
- Kenya
  - Hub di Mombasa (Aeroporto Internazionale Moi)
- Uganda
  - Kampala (Aeroporto Internazionale di Entebbe)
- Ruanda
  - Kigali (Aeroporto Internazionale di Kigali)

### Nord America
- Stati Uniti d'America
  - New York (Aeroporto Internazionale John F. Kennedy)
- Canada
  - Halifax (Aeroporto Internazionale di Halifax)

### Europa
- Regno Unito
  - Londra (Aeroporto di Londra-Gatwick)

## Flotta
A marzo 2007 la flotta Africa Safari Air comprendeva:
- 1 Airbus A310-308 (5Y-VIP)

### Velivoli precedentemente utilizzati
Dal 1976 al 1982 African Safari operò con un Douglas DC-8 e tra il 1992 e il 2002 si serviva di un McDonnell Douglas DC-10 (5Y-MBA) fino al ritiro dal servizio.